# هشام بوسفيان
هشام بوصفيان هو لاعب كرة قدم مغربي يلعب في مركز الجناح ولد في يوم 9 يناير 1998 في الرباط، يلعب حالياً مع نادي ملقا ويبلغ طوله 176 سم.

## روابط خارجية
- هشام بوصفيان على موقع قاعدة بيانات كرة القدم.إي يو (الإنجليزية)
- هشام بوصفيان على موقع Soccerway.com (الإنجليزية)